# Maria Ràtkova
Maria Ràtkova (in russo Мария Ратькова?, Marija Rat'kova; San Pietroburgo, 17 agosto ...) è un mezzosoprano e contralto russo con cittadinanza italiana.

## Biografia
Maria Ràtkova ha completato i suoi studi musicali diplomandosi in pianoforte e composizione presso il Collegio Musicale Magistrale di San Pietroburgo nel 1992. Successivamente, ha studiato per due anni presso l'accademia di belle arti Nanyang di Singapore, dove si è specializzata in pianoforte e ha lavorato come pianista nel periodo 1995-96.
Nel 2000, Ràtkova si è diplomata presso l'Istituto Statale di Cultura di San Pietroburgo. Nello stesso anno, è stata ammessa con borsa di studio alla prestigiosa Accademia Nazionale di Musica N. R. Korsakov di San Pietroburgo, dove ha seguito un corso quinquennale di alto perfezionamento in arte scenica e canto lirico sotto la guida di Irene Bogaciova, laureandosi col massimo dei voti nel 2005.
Maria Ràtkova ha debuttato presso il teatro d'Opera N. R. Korsakov di San Pietroburgo, interpretando ruoli principali in opere di Pëtr Il'ič Čajkovskij (La dama di picche, Eugenio Onegin), Modest Petrovič Musorgskij (Chovanščina), Aleksandr Porfir'evič Borodin (Il principe Igor'), Igor' Fëdorovič Stravinskij (Oedipus Rex), oltre a Così fan tutte di Wolfgang Amadeus Mozart e Carmen di Georges Bizet. Il suo debutto italiano avviene al Festival di Pasqua del Mediterraneo, esibendosi nello Stabat Mater di Pergolesi e nello Stabat Mater di Vivaldi. A questi debutti è seguito il suo ingresso nel teatro operistico italiano con il ruolo di Ottavia in Il cavaliere della rosa di Richard Strauss.
Acclamata dal pubblico, dalla stampa specializzata e dalla critica, Ràtkova ha proseguito la sua carriera con i ruoli di Maddalena in Rigoletto al Festival estivo di Ercolano e al Teatro di San Carlo di Napoli, di Suzuki in Madama Butterfly al festival estivo Opera a Lecco, e di Azucena ne Il trovatore con la Fondazione Arturo Toscanini di Parma. Dopo essersi trasferita in Italia, ha seguito un corso di alto perfezionamento in canto presso il Conservatorio Statale di Musica Santa Cecilia di Roma. Ha cantato in prestigiose fondazioni e teatri lirici italiani, tra cui il Politeama Greco di Lecce (Il cavaliere della rosa di R. Strauss), l'Opera Festival di Lecco (Madama Butterfly di Giacomo Puccini), il Teatro San Carlo di Napoli (Rigoletto di G. Verdi), il Teatro Regio di Torino (Aida di Giuseppe Verdi) e la Fondazione Arturo Toscanini di Parma (Il trovatore e Un ballo in maschera di Giuseppe Verdi).
Ràtkova ha svolto un'intensa attività solistica in numerosi paesi, tra cui Spagna, Colombia, Perù, Argentina, Bolivia, Corea del Sud, Albania, Russia, Scozia, Grecia, Italia, Austria e Belgio. Ha collaborato con l'Istituto di Cultura Francese a Roma e con il Centro Russo di Scienza e Cultura a Roma, tenendo concerti e corsi di didattica musicale e vocale. Dal 2012, Maria Ràtkova è insegnante di arte vocale per il Centro Russo di Scienza e Cultura a Roma.
La critica specializzata la considera una fine interprete del repertorio di musica sacra di G. Pergolesi, A. Vivaldi, G. F. Händel, W. A. Mozart e G. Verdi.

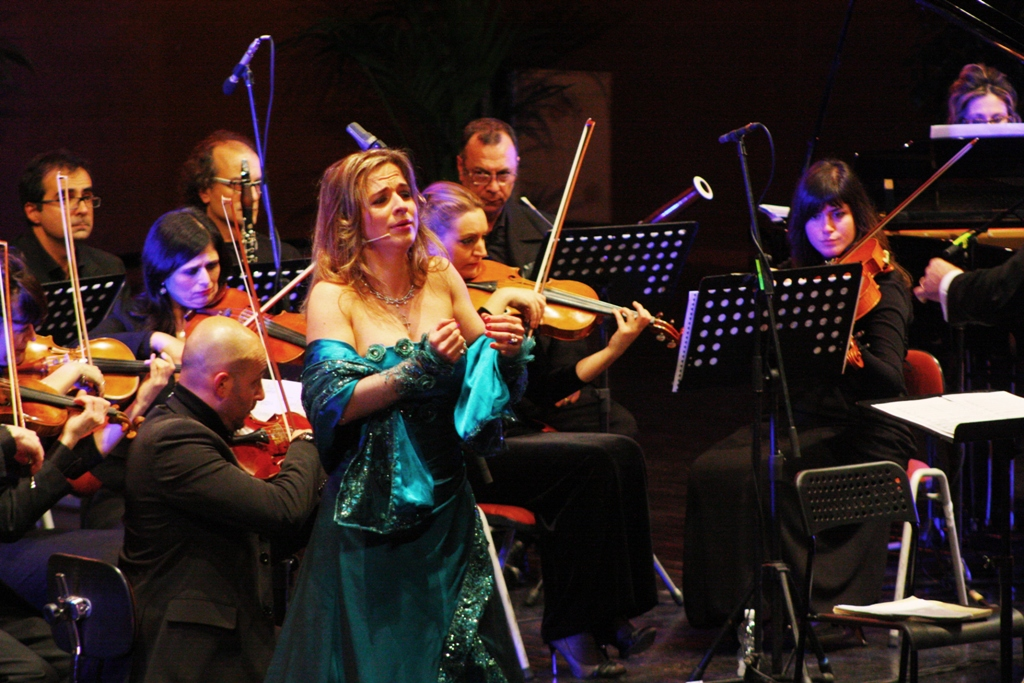
Maria Ràtkova nel 2014

Si è esibita presso il Teatro Nazionale di Stato di Charkov Ucraina, CXID Opera & Ballet Theatre, ha avuto successo come solista ospite in Carmen, Il trovatore, e nel Concerto celebrativo per il giubileo del Teatro, esaltando la cultura italiana in quel paese, dove ha tenuto una numerosa serie di concerti in varie città dell’Ucraina.
È stata vincitrice del concorso internazionale per i ruoli di solista stabile di 1º livello (parti solistiche) per il Teatro Nazionale di Stato di Charkiv in Ucraina, CXID Opera, Opera & Ballet Theatre, dove ha lavorato stabilmente fin quando possibile (a causa dell'interruzione dell'attività ordinaria di questo teatro dovuta alla guerra) debuttando molti importanti ruoli solistici.
Nel 2021 riceve il dottorato onorario dalla Catholic University of New Spain.
Nel 2024 ha realizzato una tournée di successo in Colombia e Perù..

## Repertorio (parziale)
| Ruolo          | Titolo                       | Autore                      |
| -------------- | ---------------------------- | --------------------------- |
| Olga           | Eugenio Onegin               | Pëtr Il'ič Čajkovskij       |
| Polina         | La Dama di Picche            | Pëtr Il'ič Čajkovskij       |
| Duenna         | Matrimonio al convento       | Sergej Prokof'ev            |
| Marfa          | Chovanščina                  | Igor' Stravinskij           |
| Leonora        | La Favorita                  | Gaetano Doninzetti          |
| Dorabella      | Così fan tutte               | Wolfgang Amadeus Mozart     |
| Flora, Annina  | La traviata                  | Giuseppe Verdi              |
| Suzuki         | Madama Butterfly             | Giacomo Puccini             |
| Maddalena      | Rigoletto                    | Giuseppe Verdi              |
| La principessa | Adriana Lecouvreur           | Francesco Cilea             |
| Amneris        | Aida                         | Giuseppe Verdi              |
| Azucena        | Il Trovatore                 | Giuseppe Verdi              |
| Santuzza       | Cavalleria Rusticana         | Pietro Mascagni             |
| Eboli          | Don Carlo                    | Giuseppe Verdi              |
| Un paggio      | Salomè                       | Richard Strauss             |
| Fenena         | Nabucco                      | Giuseppe Verdi              |
| Il compositore | Ariadne auf Naxos            | Richard Strauss             |
| Octavian       | Il cavaliere della rosa      | Richard Strauss             |
| Driade         | Ariadne auf Naxos            | Richard Strauss             |
| Dalila         | Samson et Dalila             | Camille Saint-Saëns         |
| Carmen         | Carmen                       | Georges Bizet               |
| Giocasta       | Oedipus Rex                  | Igor' Fëdorovič Stravinskij |
| Desideria      | The Saint of Bleecker Street | Gian Carlo Menotti          |
| Isabella       | L'italiana in Algeri         | Gioachino Rossini           |

## Pubblicazioni
Ha pubblicato un libro manuale di tecnica del canto e arte scenica e varie tecniche per l’interpretazione operistica intitolato “Teatro Lirico”, tradotto anche in spagnolo, e presentato il 16 Marzo 2019 all’ambasciata d’Italia in Bolivia da S.E. l’Ambasciatore Placido Vigo.

## Onorificenze e Premi
- Medal of Contribution to the Arts, Croce rossa albanese, Repubblica d'Albania
- Medaglia d’Oro del Giubileo del Sacro Militare Ordine Costantiniano di San Giorgio
- Medaglia d'Oro dei 300 anni del Sacro Militare Ordine Costantiniano di San Giorgio
- Medaglia d’Oro di Santa Madre Teresa di Calcutta
- Premio dell' "INSTITUTE FOR ADVANCE STUDIES AND COOPERATION" alla Pontificia Accademia delle Scienze Sociali in Vaticano